# Служба Хайссмайера
«Служба Хайссмайера» (нем. «Dienststelle SS-Obergruppenführer Heißmeyer») — одно из Главных управлений в системе СС, занимавшееся вопросами национал-социалистического воспитания членов СС и контролировавшее органы политического образования НСДАП — НАПОЛАС.
«Служба Хайссмайера» была создана в августе 1940 года как структурное подразделение Главного управления СС. В 1942 году была выделена из его состава и получила статус Главного управления («Hauptamt Dienststelle SS-Obergruppenführer Heißmeyer»). Наиболее важное влияние оказывала на сферу образования. «Служба Хайссмайера» контролировала работу системы Национал-политических учебных заведений «Третьего рейха» — школ НАПОЛАС (нем. NAPOLAS; NPEA; Nationalpolitische Erziehungsanstalten). Они были организованы в 1933 году с целью подготовки достойных кандидатов на высшие посты в СС, СА и НСДАП. Рейхсфюрер СС Генрих Гиммлер сначала предложил снабжать школы одеждой и оборудованием, затем пообещал стипендии и финансирование. Позже Г. Гиммлер добился вступления в СС всего персонала НАПОЛАС. К 1940 году он полностью взял в свои руки управление школами и учредил для педагогического состава форму, похожую на эсэсовскую, и эсэсовские приставки в дополнение к прежним званиям. Школы НАПОЛАС были также открыты и за пределами Третьего рейха, чтобы дать образование подходящим абитуриентам из общин фольксдойче.
Во главе службы бессменно стоял обергруппенфюрер СС Август Хайссмайер, с 1936 года — генеральный инспектор «школ Адольфа Гитлера» («Adolf Hitler Schule») и национал-социалистического воспитания.